# Academia Militar de Karlberg

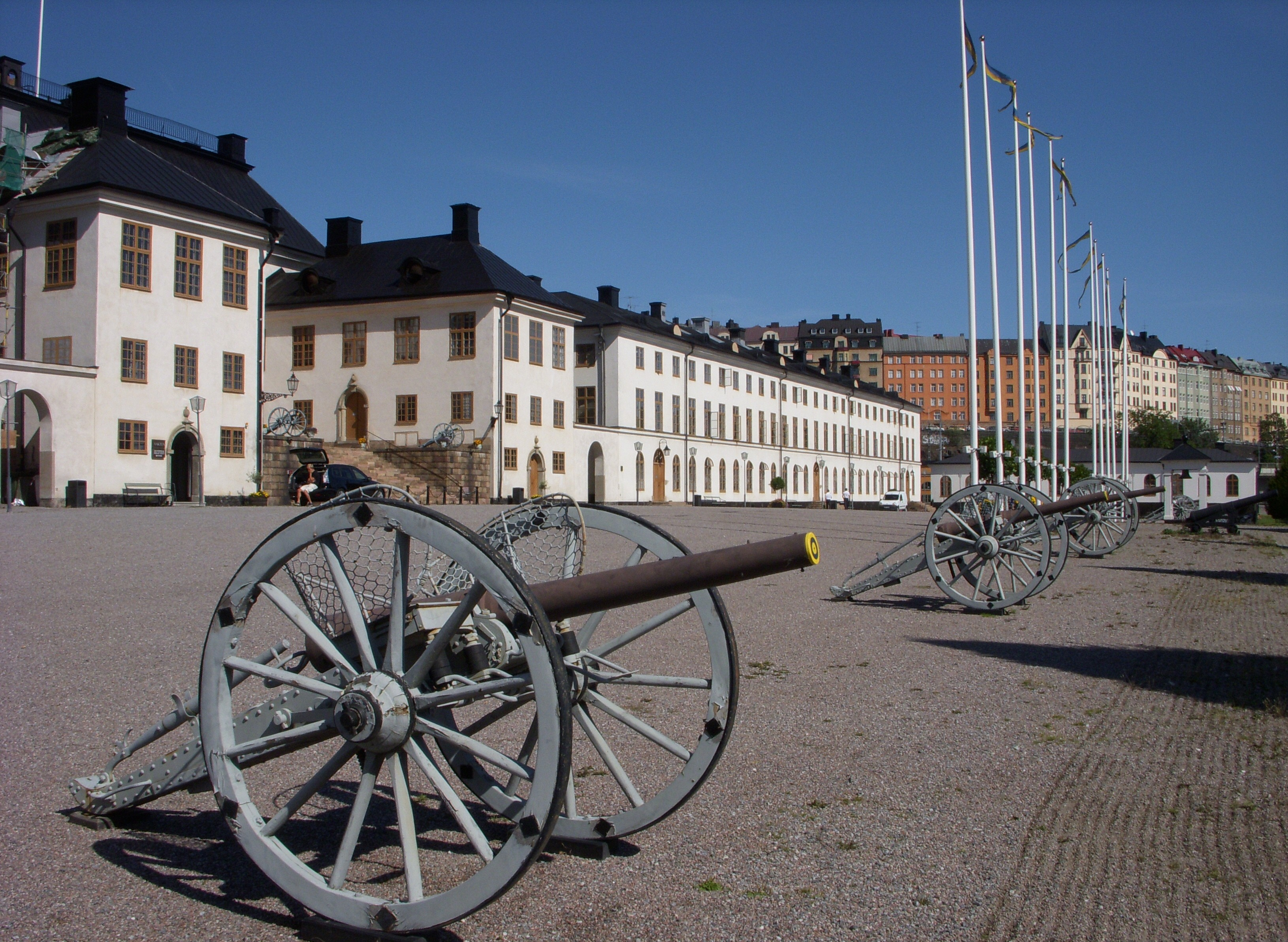
Karlberg em 2009

A Academia Militar de Karlberg (em sueco: Militärhögskolan Karlberg; com a sigla MHS K; coloquialmente Karlberg) é uma escola superior das Forças Armadas da Suécia, sediada em Solna, a norte da cidade de Estocolmo.

Neste estabelecimento de ensino, é ministrada a formação básica dos futuros oficiais do Exército, da Marinha e da Força Aérea da Suécia, sob a supervisão da Escola Superior de Defesa (Försvarshögskolan), responsável pelas matérias académicas, tais como técnica de combate, tática, estratégia, liderança, inglês, etc...).

Os futuros oficiais dos 3 ramos das forças armadas suecas recebem uma formação de 3 anos, repartida pela Academia Militar de Karlberg, pelas diferentes unidades militares do país e por instituições de ensino superior:

- 1º, 2º e 3º semestres: Estudos teóricos na Academia Militar de Karlberg
- 4º e 5º semestres: Instrução militar prática em unidade militar do exército, marinha ou força aérea
- 6º semestre: Elaboração de tese académica, em instituição universitária sueca ou estrangeira

Karlberg foi criada em 1792, sendo assim uma das escolas de guerra mais antigas do mundo.

O pessoal deste estabelecimento de ensino é constituído por 200 efetivos, incluindo oficiais profissionais, militares em serviço permanente e funcionários civis.